# Mađere (okręg toplicki)
Mađere (cyr. Мађере) – wieś w Serbii, w okręgu toplickim, w mieście Prokuplje. W 2011 roku liczyła 261 mieszkańców.